# Grzegorz Szamotulski
Grzegorz Szamotulski (ur. 13 maja 1976 w Gdańsku) – polski piłkarz, który występował na pozycji bramkarza, reprezentant Polski. Szkoleniowiec bramkarzy w Legii II Warszawa od 2024 roku.

## Kariera klubowa
Jesienią 1996 roku Szamotulski zadebiutował w I lidze jako zawodnik Legii Warszawa, w której grał do 2000 r. Następnie wyjechał na krótko do ligi greckiej, po czym wrócił do kraju jako zawodnik Śląska Wrocław, a na dłużej zadomowił się w Amice Wronki. W 2004 r. ponownie wyjechał z kraju, tym razem do ligi austriackiej. W tym okresie w barwach Sturmu Graz w meczu wyjazdowym w drugiej kolejce austriackiej Bundesligi z Rapidem Wiedeń (4:1) (2006) Peter Hlinka strzelił Szamotulskiemu gola z własnej połowy.
Latem 2007 roku Szamotulski był bliski powrotu do Polski – bramkarzem poważnie zainteresowana była Korona Kielce. Nazwisko Szamotulskiego łączone było również z transferem do Vitesse Arnhem, LASK Linz oraz Lillestrøm SK. Ostatecznie Polak trafił do szkockiego Dundee United, gdzie miał zastąpić kontuzjowanego Łukasza Załuskę.
26 lipca 2007 Szamotulski zadebiutował w barwach Dundee United w towarzyskim spotkaniu przeciwko FC Barcelonie. Polak zanotował bardzo dobry występ, a w 90. minucie zdołał nawet obronić rzut karny wykonywany przez Thierry’ego Henry’ego, jednak przy dobitce Francuza był już bezradny. W Scottish Premier League Szamotulski zadebiutował 4 sierpnia w wygranym 1:0 meczu przeciwko Aberdeen F.C.
6 lutego 2008 roku Szamotulski dołączył na sześć miesięcy do angielskiego Preston North End, jednak już 15 kwietnia tego samego roku klub rozwiązał kontrakt z bramkarzem.
W sierpniu 2008 roku został zawodnikiem izraelskiego zespołu F.C. Ashdod, z którym w grudniu tego samego roku rozwiązał kontrakt. Następnie grał w Hibernian F.C. 29 września 2009 podpisał umowę z Jagiellonią Białystok, którą rozwiązał w połowie lutego 2010 roku. Następnie został zawodnikiem słowackiej drużyny DAC 1904 Dunajská Streda, w barwach którego rozegrał 5 spotkań.
W rundzie wiosennej polskiej ekstraklasy sezonu 2010/11 związał się z Koroną Kielce. Od 13 maja 2011 w Koronie pełnił także funkcję trenera bramkarzy. Przed ostatnią kolejką sezonu rozstał się z kieleckim klubem.
W październiku 2011 roku 35-letni bramkarz podpisał umowę do końca rundy jesiennej z Wartą Poznań. Została w niej zawarta opcja przedłużenia o półtora roku. 24 listopada 2011 roku klub poinformował, że nie przedłużył kontraktu z bramkarzem.
13 lutego 2012 Szamotulski podpisał roczny kontrakt z I ligową Olimpią Elbląg.

## Kariera reprezentacyjna
W barwach reprezentacji Polski rozegrał 13 spotkań.
| Występy w reprezentacji Polski | Występy w reprezentacji Polski | Występy w reprezentacji Polski | Występy w reprezentacji Polski | Występy w reprezentacji Polski | Występy w reprezentacji Polski | Występy w reprezentacji Polski | Występy w reprezentacji Polski |
| l.p.                           | Data                           | Miejsce                        | Przeciwnik                     | Rezultat                       | Rozgrywki                      | Grał                           |                                |
| ------------------------------ | ------------------------------ | ------------------------------ | ------------------------------ | ------------------------------ | ------------------------------ | ------------------------------ | ------------------------------ |
| 1.                             | 27 sierpnia 1996               | Bełchatów                      | Cypr                           | 2-2                            | towarzyski                     | 90'                            |                                |
| 2.                             | 10 listopada 1996              | Katowice                       | Mołdawia                       | 2-1                            | elim. MŚ 1998                  | 90'                            |                                |
| 3.                             | 14 lutego 1997                 | Ayia Napa                      | Litwa                          | 0-0                            | towarzyski                     | 90'                            |                                |
| 4.                             | 15 lutego 1997                 | Ayia Napa                      | Cypr                           | 3-2                            | towarzyski                     | 90'                            |                                |
| 5.                             | 26 lutego 1997                 | Goiânia                        | Brazylia                       | 2-4                            | towarzyski                     | 90'                            |                                |
| 6.                             | 22 maja 1997                   | Solna                          | Szwecja                        | 2-2                            | towarzyski                     | 90'                            |                                |
| 7.                             | 14 czerwca 1997                | Katowice                       | Gruzja                         | 4-1                            | elim. MŚ 1998                  | 90'                            |                                |
| 8.                             | 6 września 1997                | Warszawa                       | Węgry                          | 1-0                            | towarzyski                     | od 46'                         |                                |
| 9.                             | 8 lutego 1998                  | Asunción                       | Paragwaj                       | 0-4                            | towarzyski                     | 90'                            |                                |
| 10.                            | 14 lutego 2003                 | Split                          | Macedonia Północna             | 3-0                            | towarzyski                     | do 46'                         |                                |
| 11.                            | 16 listopada 2003              | Płock                          | Serbia i Czarnogóra            | 4-3                            | towarzyski                     | od 46'                         |                                |
| 12.                            | 11 grudnia 2003                | Ta' Qali                       | Malta                          | 4-0                            | towarzyski                     | do 46'                         |                                |
| 13.                            | 14 grudnia 2003                | Ta' Qali                       | Litwa                          | 3-1                            | towarzyski                     | do 46'                         |                                |

## Kariera trenerska
W sezonie 2012/13 Szamotulski piastował funkcje trenera bramkarzy III-ligowej Pogoni Grodzisk Mazowiecki. W drugiej połowie września 2013 roku przeszedł do Akademii Piłkarskiej Legii Warszawa, gdzie ma wspomagać swoim doświadczeniem trenerów ze wszystkich roczników szkółki piłkarskiej. 7 stycznia 2014 został trenerem bramkarzy rezerw Legii Warszawa. 9 stycznia 2019 został trenerem bramkarzy w Zagłębiu Lubin.